# Мендинуэта, Педро
Педро Мендинуэта-и-Мускис (исп. Pedro Mendinueta y Múzquiz; 7 июня 1736, Элисондо — 17 февраля 1825, Мадрид) — испанский военный и государственный деятель, вице-король Новой Гранады (1796—1803), генерал-капитан (фельдмаршал; 1816).

## Биография
Родился в 1736 году в Элизондо, провинция Наварра. На военную службу поступил в 1756 году. В 1763 году впервые побывал в Испанской Америке, второй раз — в 1782; после чего многократно возвращался туда по служебным делам.
В ходе Революционных войн Мендинуэта сражался с французами в составе испанской армии на Пиренеях, в том числе, командовал кавалерией в крайне неудачном для испанцев сражении при Булу.
1 января 1796 года Мендинуэта был назначен вице-королем Новой Гранады, сменив в этой должности Хосе Мануэля де Эспелету. Испанское вице-королевство Новая Гранада включало в себя территории современных Колумбии, Венесуэлы и Панамы.

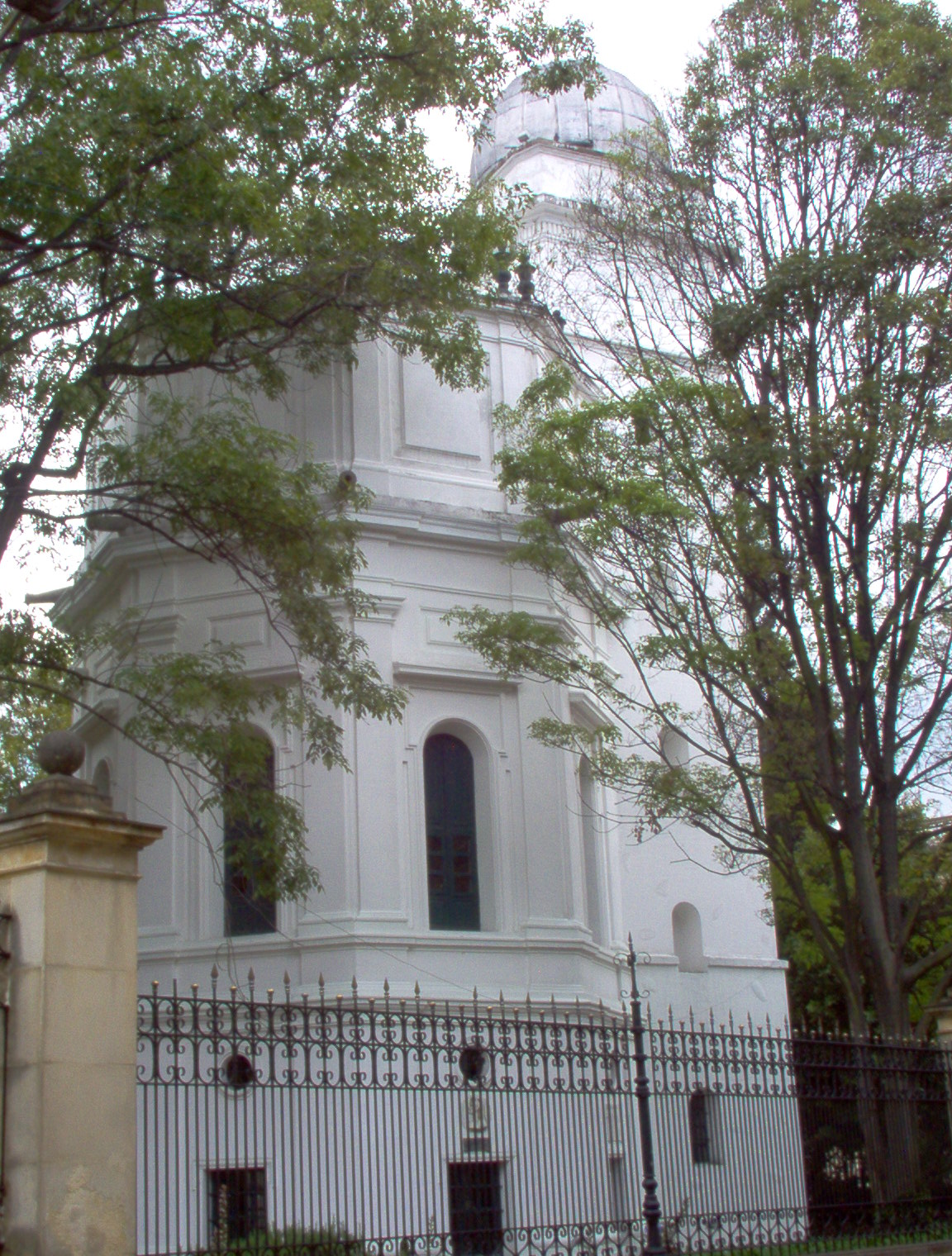
Историческое здание Колумбийской национальной обсерватории.

Период управления Мендинуэты оценивается историками в основном положительно. Он провёл перепись населения, поощрял научные исследования, и, в частности, принимал у себя в резиденции путешественников Александра фон Гумбольдта и Эме Бонплана, проводил картографирование местности.
Мендинуэта также выделил священнослужителю и учёному Хосе Селестино Мутису средства на строительства обсерватории, которая была введена в строй в 1803 году (ныне это Национальная астрономическая обсерватория Колумбии).
При поддержке Мендинуэты в Новой Гранаде было создано Экономическое общества друзей страны и начала выходить газета «El Correo Curioso». Мендинуэта пытался развивать здравоохранение и образование, находившиеся в зачаточном состоянии (особенно первое); предпринимал попытки борьбы с контрабандой, успеху которых препятствовали огромная площадь и слабая освоенность вверенных ему территорий. Предложением создать три новых епархии (что в итоге не было реализовано из-за бюрократических проволочек), Мендинуэта заслужил благосклонность церкви; однако, его отношения с испанской короной оставались натянутыми. При Мендинуэте произошло восстание в Картахене, в ходе которого был убит губернатор города, что побудило его приложить усилия для реорганизации вооружённых сил. Он также предпринимал попытки окончательного покорения тех индейских племён, на которых власть испанцев распространялась разве что номинально.
в 1803 году Мендинуэта был отозван в Испанию. Король Фердинанд VII в 1814 году сделал его членом Военного совета, а в 1816 году произвёл в генерал-капитаны (фельдмаршалы). После 1822 году Мендинуэта не принимал участия в общественной жизни.
Он скончался в Мадриде в 1825 году.

## Дальнейшее чтение
- José María Restrepo Sáenz, Biografías de mandatarios y ministros de la Real Audiencia (1671 a 1819). Bogotá, Academia Colombiana de Historia, 1952.
- Juana María Marín Leoz, Gente decente: la élite rectora de la capital, 1797—1803, Bogotá, Instituto Colombiano de Antropología e Historia, 2008.